# Ozarba partita
Ozarba partita là một loài bướm đêm trong họ Noctuidae.